# Mont Onnebetsu
Le mont Onnebetsu (遠音別岳, Onnebetsu-dake) est un stratovolcan du Quaternaire culminant à 1 330 m d'altitude. Il se trouve dans la péninsule de Shiretoko de l'île de Hokkaidō à la limite de Shari dans la sous-préfecture d'Abashiri et Rausu dans la sous-préfecture de Nemuro.
La montagne est composée essentiellement d'andésite.